# Coryphophylax
Coryphophylax — рід агамід, ендемічний для Андаманських і Нікобарських островів і сестра Південно-Східної Азії Aphaniotis. Зустрічаються у вологих тропічних лісах, вони звичайні у відповідних середовищах існування та демонструють варіації на островах і є статевими диморфами. Рід відсутній на Великому Нікобарському острові, його найпівденніше місце розташування на острові Кондул. Грудневе цунамі 2004 року могло вплинути на розподіл кількох видів на Нікобарських островах, а також на їх генний потік.